# Bentong (cratera)
Bentong é uma cratera marciana. Tem como característica 10.2 quilômetros de diâmetro. Deve o seu nome a Bentong, uma cidade da Malásia.